# Andrzej Zabłocki
Andrzej Zabłocki (ur. 27 stycznia 1945 w Wilnie, zm. w listopadzie 2023) – polski inżynier, górnik, działacz polonijny w Ameryce Południowej.

## Życiorys
Syn Kazimierza. Podjął studia na Wydziale Budownictwa Politechniki Wrocławskiej, a po dwóch latach przeniósł się na Wydział Geoinżynierii, Górnictwa i Geologii tej uczelni, gdzie ukończył studia w 1968. Następnie podjął pracę w Strzeblowskich Kopalniach Surowców Mineralnych i Kombinacie Górniczo-Hutniczym Miedzi. Po kilku miesiącach, w 1970, wyjechał do Finlandii, gdzie podjął pracę w górnictwie. Został również autorem dwóch fińskich podręczników. Następnie został inżynierem sprzedaży w koncernie Atlas Copco. Później objął w nim funkcję dyrektora ds. górnictwa. W 1982 jako przedstawiciel tej firmy trafił do Chile, gdzie podjął działalność w instytucjach górniczych. W 2005 został dyrektorem w Zarządzie Chilijskiego Instytutu Inżynierów Górnictwa.
Publikował w czasopismach specjalistycznych branży górniczej ukazujących się m.in. w Polsce, Chile, Peru i Finlandii.
Był wiceprezesem Zjednoczenia Polskiego w Finlandii. W 1989 współtworzył Zjednoczenie Polskie im. Ignacego Domeyki w Chile, a następnie objął funkcję jego prezesa. Został również wiceprezesem Unii Stowarzyszeń i Organizacji Polskich w Ameryce Łacińskiej.

## Odznaczenia i wyróżnienia
Za wybitne zasługi w działalności polonijnej, w 1994 prezydent Lech Wałęsa odznaczył go Krzyżem Oficerskim Orderu Zasługi Rzeczypospolitej Polskiej, a w 2004 prezydent Aleksander Kwaśniewski przyznał mu Krzyż Komandorski tego orderu.
W 2004 otrzymał Medal Uznania Izby Deputowanych Chile, a w 2011 Nagrodę Ministra Górnictwa Chile. W 2009 otrzymał przyznawany przez chilijski rząd oraz organizacje branżowe tytuł „Górnika Roku”. Został również uhonorowany „Medalem za 25 lat pracy w zawodzie”.
W 2021 otrzymał od Ministra Spraw Zagranicznych Odznaką Honorową „Bene Merito”.

## Publikacje
- Górnictwo, podręcznik, 1982,
- Inżynieria Cywilna, podręcznik, 1987.